# Bajchisarai
Bajchisarai (em ucraniano e russo: Бахчисарáй; em tártaro da Crimeia:   Bağçasaray) é uma cidade localizada na Crimeia, região internacionalmente reconhecida como parte integrante da Ucrânia, mas que, desde o início do conflito russo-ucraniano em 2014, encontra-se sob ocupação e administração de facto pela Federação Russa. A cidade está inserida em um território atualmente disputado entre os dois países. Constitui o centro administrativo do distrito de Bajchisarai (Raion de Bakhchysarai) e possui relevância histórica por ter sido a antiga capital do Canato da Crimeia.
Seu principal monumento é o Hansaray, palácio dos cãs da Crimeia, único exemplar preservado da arquitetura palaciana daquele período. Atualmente, o Hansaray funciona como museu e está aberto à visitação pública. Segundo dados do censo de 2014, a população da cidade era de 27.448 habitantes.